# 朱妮·絲莫利特
朱妮·絲莫利特（英語：Jurnee Smollett，1986年10月1日—），美國電影女演員。童星出身，出演過多部美國電視劇及電影，如1997年在獨立電影《仲夏夜玫瑰》中飾演夏娃，曾獲評論家選擇電影獎及聖地牙哥影評人協會獎。父親東歐猶太人，母親則是非裔美國人。2020年在電影《猛禽小隊：小丑女大解放》中扮演黑金絲雀。

## 外部連結
- 朱妮·絲莫利特在互联网电影资料库（IMDb）上的資料（英文）